# 한국 백자

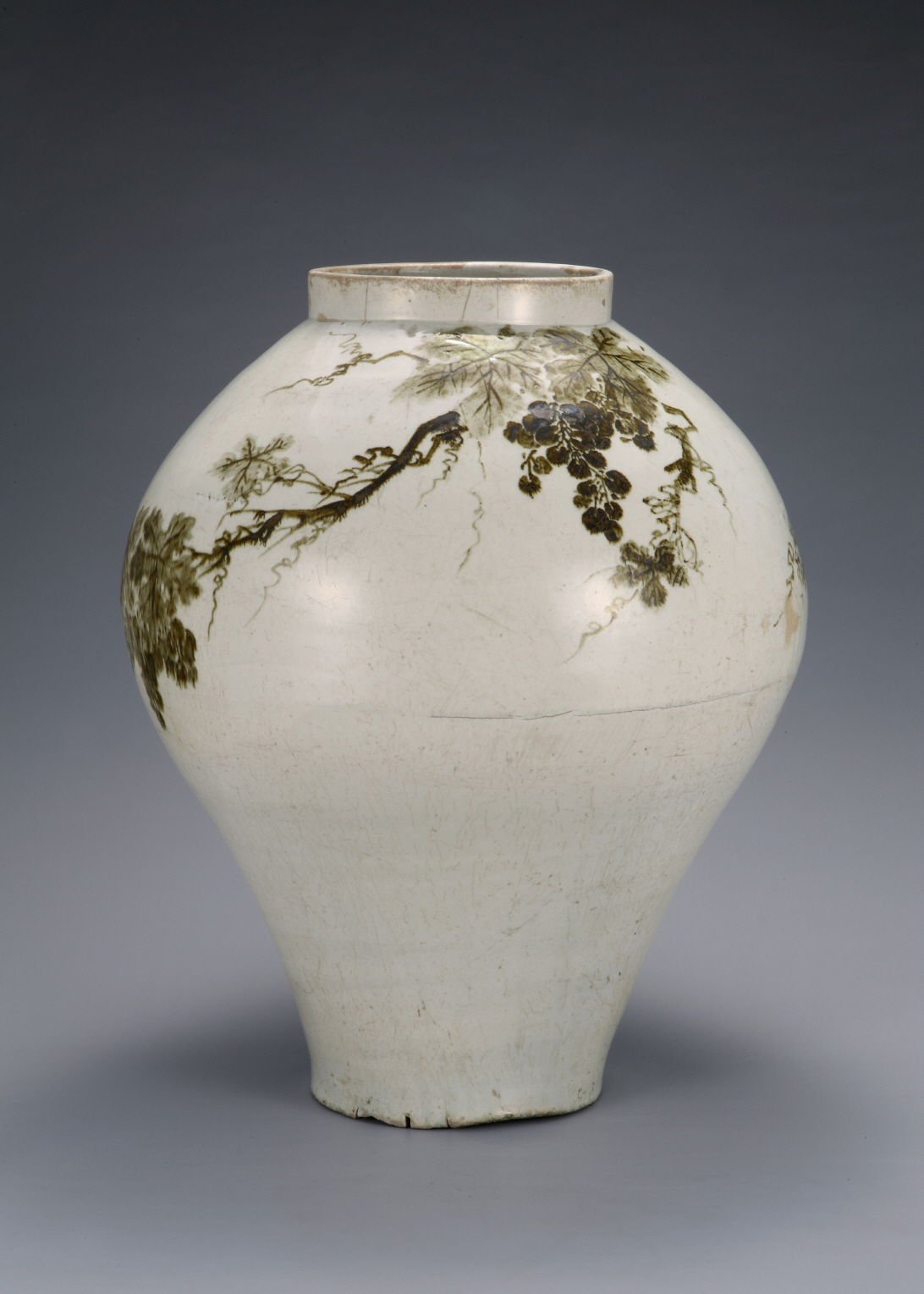
조선시대에 만들어진 백자 철화포도문 항아리의 사진

한국 백자(韓國白磁) 또는 조선 백자(朝鮮白磁)는 고려 말기에 송나라 정요(定窯)의 영향을 받아 시작되었고, 조선시대에 이르러 전성기를 이루었다.

## 고려 백자
고려 때에 백자는 고려청자에 압도되어 두각을 나타내지 못하였는데, 대개 소문(素文)·음각·양각·상감의 4종류로 구분해 볼 수 있다.
현재 고려 백자 몇 개가 박물관이나 개인의 소장으로 전하고 있는데 빛깔은 백색·유백색·대황유백색(帶黃乳白色)·담청색·담감람색(淡橄欖色) 등이 있다.
태토(胎土)는 흰색의 고령토이며 기벽(器壁)이 엷고 고대(高臺) 바닥에는 시유(施釉)하지 않은 것이며 기형이나 무늬에 있어서도 송(宋)·원(元)의 백자와 구별하기 힘들 정도이다. 말기에 와서는 기벽이 두꺼워지고 유약의 빛깔도 송의 정요풍(定窯風)을 닮은 독특한 백색으로 바뀌면서 조선시대 초기의 백자로 이행하는 과정을 보인다. 시문(施紋)에 있어서는 음각·양각뿐만 아니라 흑토(黑土)나 진사(辰砂)로 상감한 것이 있고 기형은 수병(水甁)·완·합자(合子)·유호(油壺)·향로 등 여러 종류로 나뉜다.
백자상감 유로모란문매병은 고려시대 백자로서는 희귀한 양식을 보이는데 기복에 청자태토로 긴 능화형(菱花形)을 세로로 상감하고 그 안에는 흑·백·진사를 상감했다. (덕수궁미술관 소장)

## 조선 백자
조선에 이르러서는 명나라 백자의 영향과 흰 것을 사랑하고 숭상하던 일반적 풍조에 따라 초기부터 후기 전반까지 꾸준히 발전되었다. 물론 초기에는 고려에서 시작된 화문 자기(花文磁器)에 눌려서 주류를 이룩하지는 못했다. 그렇기 때문에 《용재총화》에도 나오듯이 당시 백자는 진귀품으로 궁중에서만 사용되고 있었다.
세종 3년(1421), 그릇 밑바닥에 장인 이름을 써 넣기로 한 시책은 도자 양식이 안정되고 발달하게 된 계기가 되었다. 세종대 전반적인 문물 발달에 힘입어 분청사기와 백자도 세련된 양식을 갖춘다. 세조 대에 이르면 조선 도자는 질적·양적으로 전성기에 이르고, 특히 1460년대 절정에 달한다.
《세종실록 지리지》에는 전국에 자기소(磁器所)가 136군데 있다는 기록이 보이는데, 백자가 기술적으로 완성된 것은 이 시기로 추측된다.. 같은 기록에 도기소(陶器所)는 185군데라고 하였다. 세조 때에는 청료(靑料)의 수입(輸入)이 어려우므로 백자는 주기(酒器) 이외에는 사용을 금지하였다는 기록이 있고 예종(睿宗) 때에는 한국에서도 청료를 채취하도록 하였다 한다. 이후 전국적으로 그 제조가 성행하였는데, 임진왜란으로 위축되어 버리고, 일본에 전파되어 일본 백자의 모태가 되었다.
조선 백자는 완벽을 자랑하는 중국 백자와는 달리 대청색(帶靑色)·대회백색(帶灰白色)·유백색(乳白色)의 것으로 그 색체에서도 특색을 지님은 물론, 기교면에서도 번잡에서 초탈(超脫)한 소박미를 갖추고 있기 때문에 사람의 마음을 정적(靜寂)으로 이끄는 매력이 있다. 고려 백자에 비해 정련(精鍊)된 기묘한 멋은 없다고 하나 조대호방(粗大豪放)한 특색을 지니고 있다.
이처럼 백자는 초기에 중국 자기의 영향을 받았지만, 점차 한국 고유의 양식을 확립했다. 명나라 홍희제가 조선 왕실에 요구할 정도로 중국 황실에서는 조선 백자를 애호했다. 조선의 분청사기와 백자는 일본에 수출돼 ‘고려다완’으로 널리 애용됐다. 한국의 식기가 일본 도자 문화에 큰 영향을 끼쳐 일본인의 일상과 정신 속에 깊숙이 정착된 것이다.

### 청화 백자
청화백자는 조선시대 후기 청화백자 시대에 주류를 이루었던 백자기이다. 태토 위에 청료로 무늬를 그리고 그 위에 철분이 섞인 장석유를 덮어 구은 것으로 중국에서는 유이청, 청화백자, 일본에서는 소메스키 라고 부르고 있고, 우리나라의 옛 기록에는 청화백자, 청화사기, 화기, 화자기 등으로 나와 있다. 청화백자가 생산된 최초의 확실한 기록은 세조 10년(1465)으로 거슬러 오르는데 이 때에 순천에서 국산 안료인 토청이 채취되어 그것으로 청화백자를 만들었다. 따라서 청화백자의 발생시기는 15세기 중엽으로 보게 되는데 그 생산의 중심인 광주관요의 변천을 기초로 초기, 중기, 후기의 3기로 구분할 수 있다.

## 문화재
기물(器物)의 종류에는 병·호(壺)·발(鉢)·주발·주전자·베개(枕)·향로(香爐)·화분대(花盆臺)·필통(筆筒)·연적(硯滴)·기타 문방구 등이 있다. 현재 국보, 보물로 지정되어 전하는 것은 다음과 같다.
- 백자 청화매조죽문 유개항아리(白磁靑畵梅鳥竹文有蓋壺 : 국보 제170호)
- 청화백자홍치2년명송죽문호(靑華白瓷弘治二年銘松竹文壺 : 국보 제176호)
- 청화백자매죽문호(靑華白瓷梅竹文壺 : 국보 제219호, 222호)
- 백자 박산향로(白磁博山香爐 : 국보 제238호)
- 백자 청화죽문 각병(白瓷靑華竹文角甁 : 국보 제258호)
- 청화백자 산수화조문대호(靑華白瓷山水花鳥文大壺 : 국보 제263호)
- 청화백자철사진사국화문병(靑華白瓷鐵沙辰沙菊花文甁 : 국보 제294호)
- 백자 상감모란문 매병(白磁象嵌牡丹文梅甁 : 국보 제345호)
- 백자 청화철채동채초충문 병(白磁 靑畵鐵彩銅彩草蟲文 甁: 보물 제241호)

## 사진 모음

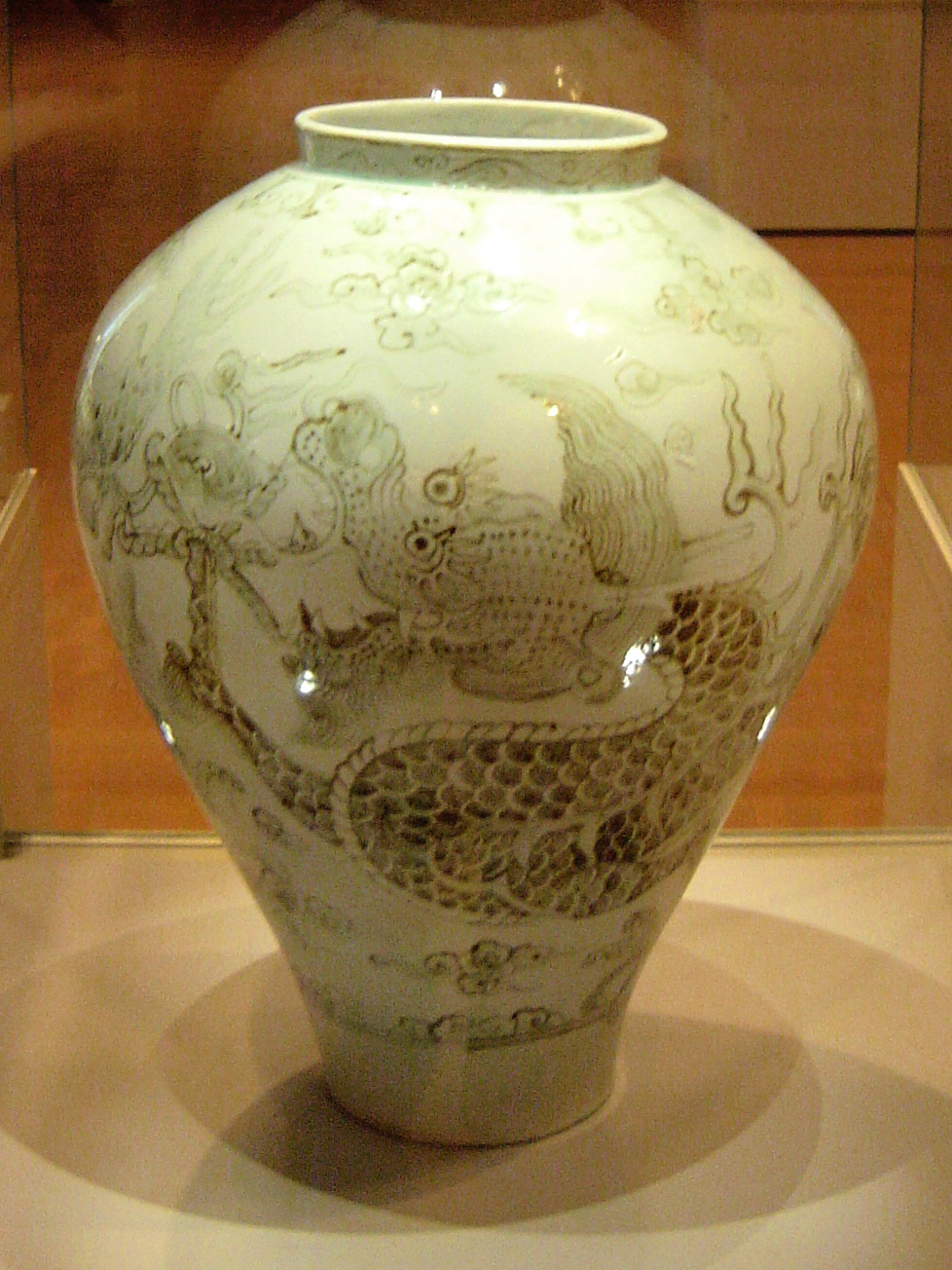
백자 구름 용 무늬 항아리, 조선 중기
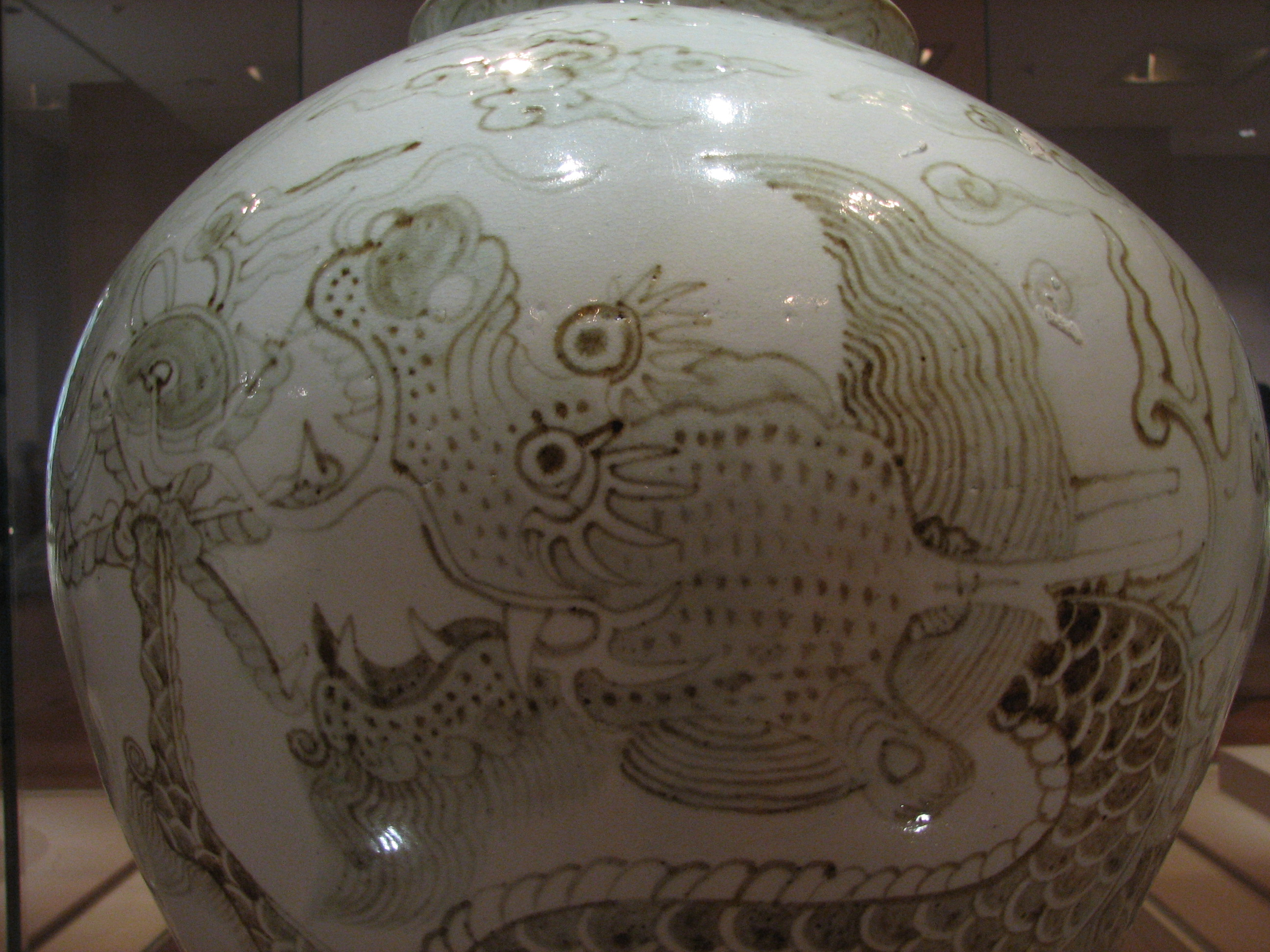
좌동
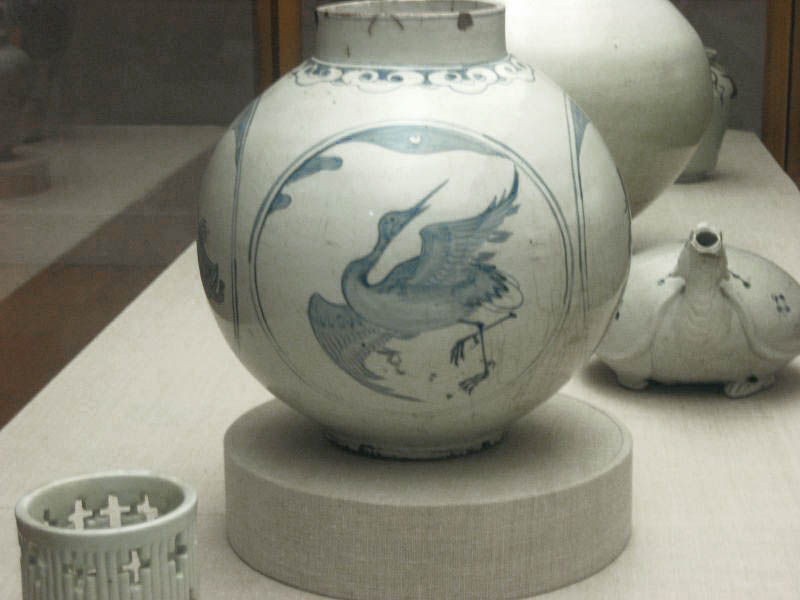
백자청화학귀문호
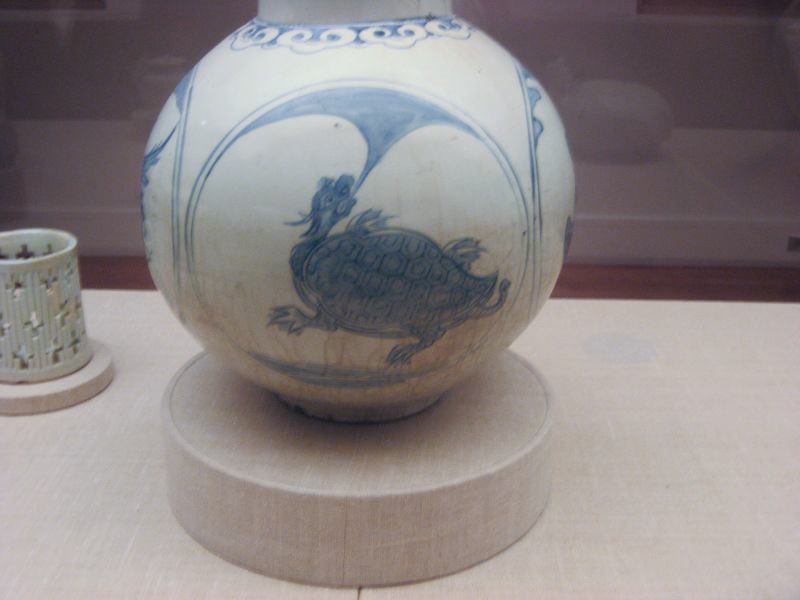
백자청화학귀문호
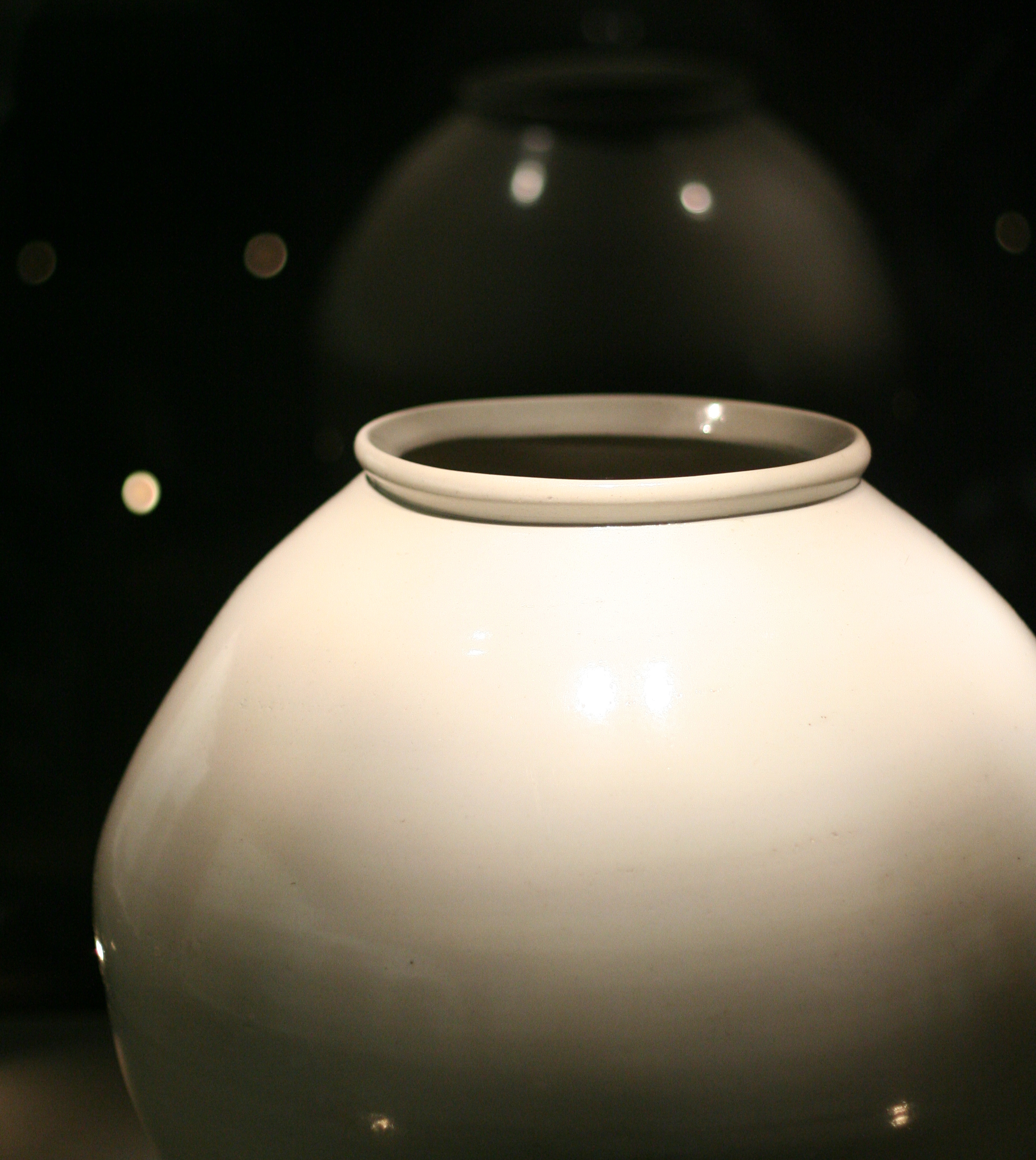
달 항아리
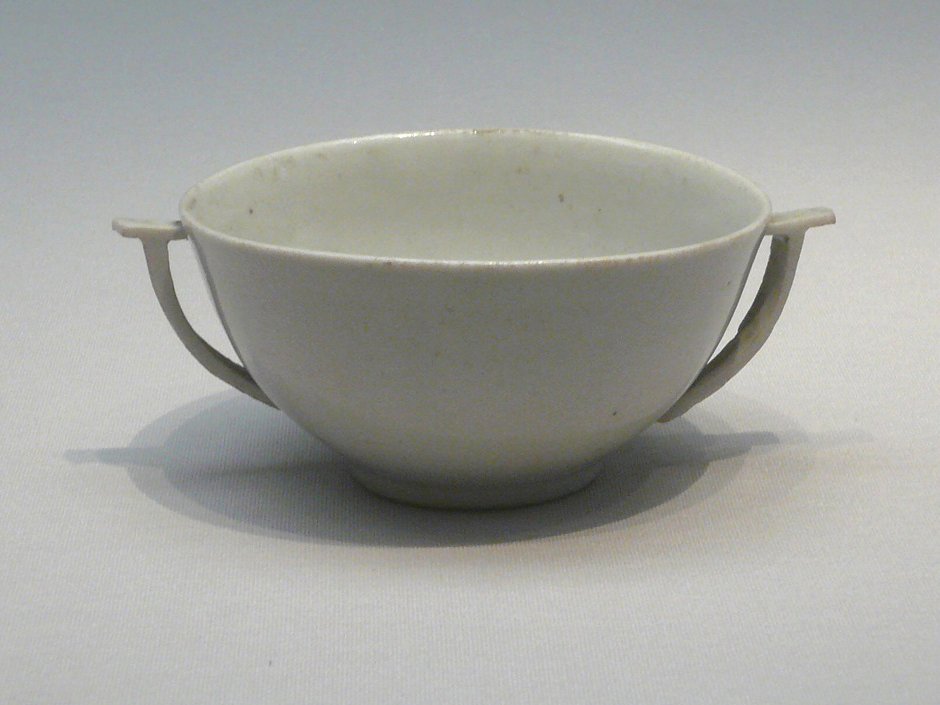
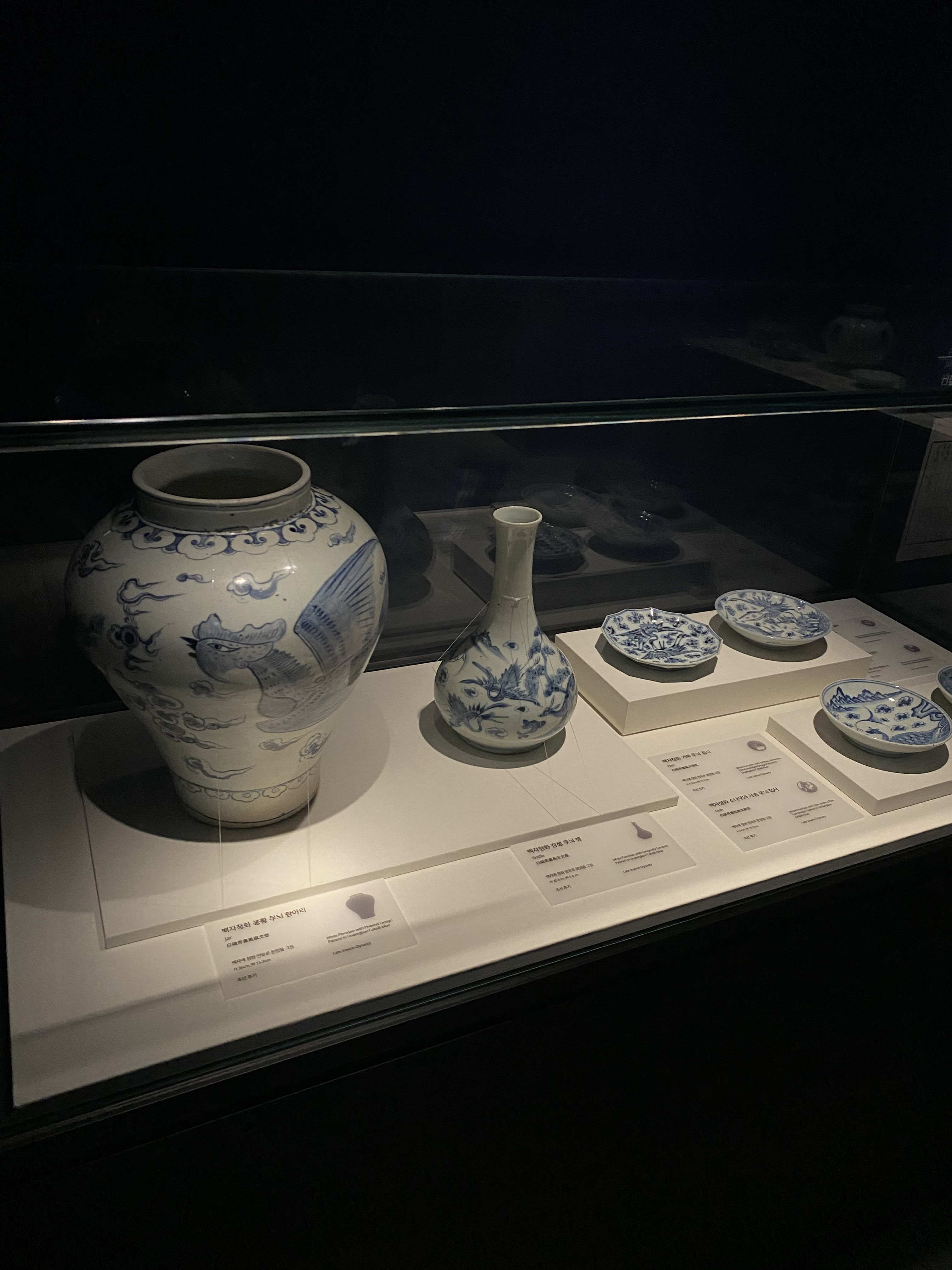

## 같이 보기
- 고려청자
- 청자

## 참고 문헌
- 《글로벌 세계대백과사전》,  〈양반관료의 문화〉
- 《글로벌 세계대백과사전》,  〈서민예술〉
- 《네이버 백과》, "청화"
- 이 문서에는 다음커뮤니케이션(현 카카오)에서 GFDL 또는 CC-SA 라이선스로 배포한 글로벌 세계대백과사전의 내용을 기초로 작성된 글이 포함되어 있습니다.